# Politica Rusiei

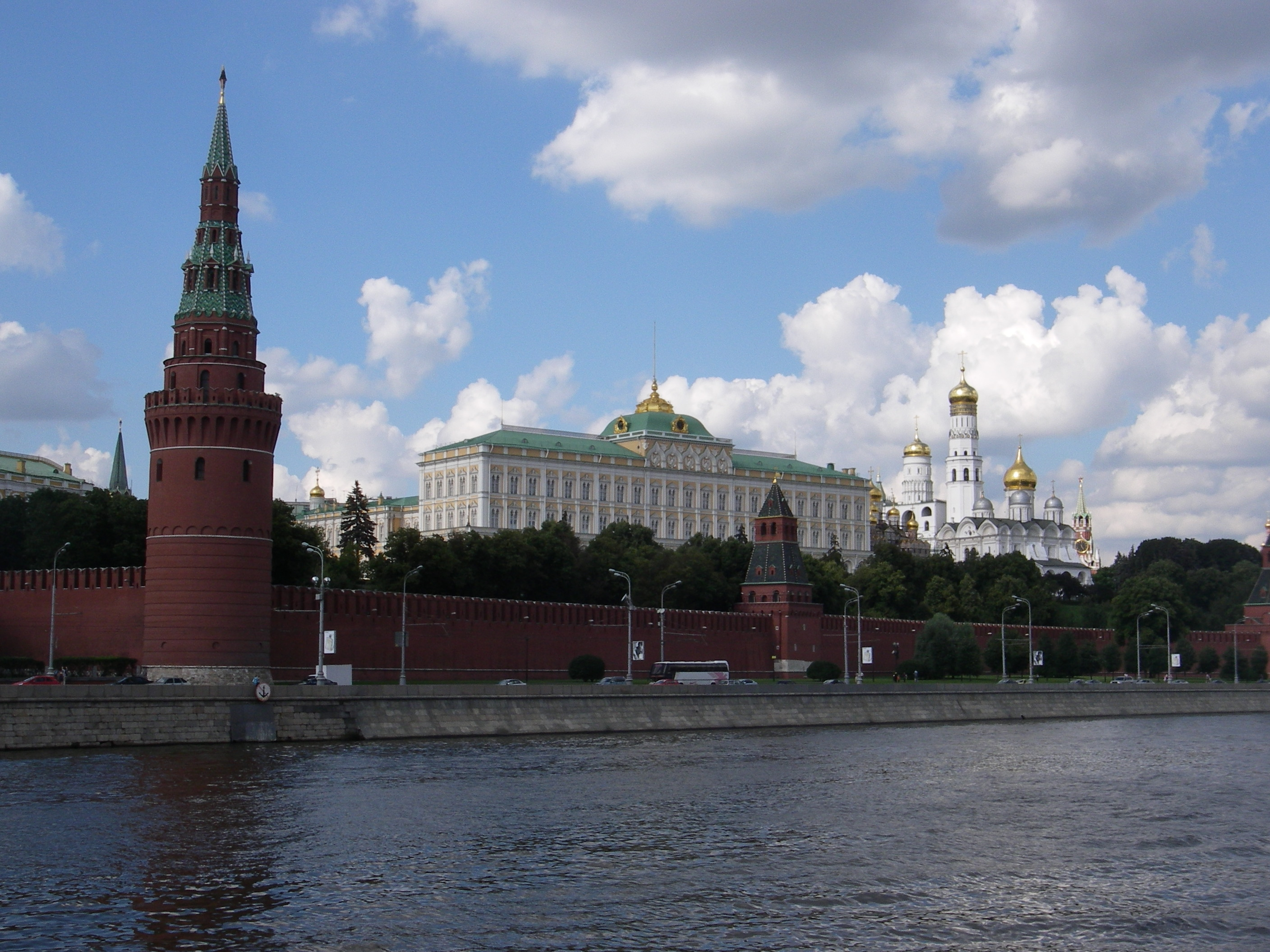
Kremlinul din Moscova a fost locația centrală a afacerilor politice din Rusia din timpuri sovietice.

Politica Rusiei (Federația Rusă) are loc în cadrul unei republici federale semi-prezidențiale. În conformitate cu Constituția Rusiei, Președintele Rusiei este șeful statului, precum și a unui sistem pluripartidism cu puterea executivă exercitată de guvern, condusă de primul-ministru, care este numit de președinte, cu aprobarea Parlamentului. Puterea legislativă aparține celor două camere ale Adunării Federale a Federației Ruse. O cameră se numește Duma de Stat (rusă Дyмa), care este formată din 450 de deputați aleși pentru cinci ani. A doua cameră se numește Consiliul Federației Ruse (rusă Совет Федерации) format din 170 de senatori care reprezintă Subiectele federale ale Rusiei.
De la obținerea independenței sale după prăbușirea Uniunii Sovietice, la sfârșitul anului 1991, Rusia s-a confruntat cu probleme serioase în eforturile sale de a construi un sistem politic care să urmeze după aproape șaptezeci și cinci de ani de dominație sovietică. De exemplu, persoanele din conducerea ramurilor legislative și executive au avut puncte de vedere opuse asupra direcției politice și a instrumentelor guvernamentale care ar trebui utilizate. Acel conflict a atins un punct culminant în septembrie și octombrie 1993, când președintele Boris Elțin a folosit forța militară pentru a dizolva parlamentul și a cerut noi alegeri legislative (a se vedea Criza constituțională rusă din 1993). Acest eveniment a marcat sfârșitul primei perioade constituționale din Rusia, care a fost definit prin constituția mult modificată prin amendamente, adoptată de Sovietul Suprem al Republicii Socialiste Sovietice Federative Ruse în 1978. O nouă constituție, creând o președinție puternică, a fost aprobată prin referendum în decembrie 1993.
Cu o nouă constituție și un nou parlament care reprezintă partide și facțiuni diverse, structura politică a Rusiei a arătat ulterior semne de stabilizare. Pe măsură ce perioada de tranziție se prelungea intrând în mijlocul anilor 1990, puterea guvernului național a continuat să scadă în timp ce regiunile Rusiei au câștigat concesii politice și economice de la Moscova. Cu toate că lupta dintre executiv și legislativ a fost parțial rezolvată prin noua constituție, cele două ramuri au continuat să reprezinte viziuni fundamental opuse ale viitorului Rusiei. De cele mai multe ori, executivul a fost centrul reformei, iar camera inferioară a parlamentului, Duma de Stat, a fost un bastion al comuniștilor anti-reformă și naționaliști.

## Guvernare
Federația Rusă este în mod fundamental structurată ca o democrație reprezentativă cu un sistem pluripartidist, cu guvernul federal compus din trei ramuri:
- Legislativ: Adunarea Federală a Rusiei este bicamerală, formată din 450 membri ai Dumei de Stat și 166 membri ai Consiliului Federației, adoptă legile federale, declară război, aprobă tratatele, are puterea banului și puterea de destituire a președintelui.
- Executiv: Președintele este comandantul suprem al forțelor armate, are drept de veto asupra proiectelor de lege înainte ca acestea să devină lege și numește Guvernul Rusiei (cabinet) și alți oficiali, care administrează și pun în aplicare legile federale și politicile.
- Sistemul judiciar din Rusia: Curtea Constituțională a Rusiei, Curtea Supremă a Rusiei și instanțele federale inferioare, ale căror judecători sunt numiți de Consiliul Federației, la recomandarea președintelui, pot interpreta și revoca legile pe care le consideră neconstituționale.

## Legături externe
- Acest articol conține informații preluate din Library of Congress Country Studies, care este domeniu public. - Russia
- Roderic Lyne, Strobe Talbott, Koji Watanabe: Engaging With Russia – The Next Phase, A Report to The Trilateral Commission; Washington, Paris, Tokyo; 2006 Arhivat în 27 martie 2009, la Wayback Machine.
- Heiko Pleines (ed.): How to explain Russia’s post-Soviet Political and Economic System, September 2005
- Library of Congress: Russian Political Profile
- Deputy prime ministers & Ministries of Russia
- Erik Herron's Guide to Politics of East Central Europe and Eurasia Arhivat în 2 iulie 2006, la Wayback Machine.